# Vie de Pythagore (Jamblique)
Pour les articles homonymes, voir Vie de Pythagore.
La Vie de Pythagore (grec ancien: βίος πυθαγορικός / Περί τοῦ Πυθαγορικοῦ βίου (Bios Pythagoricos / Péri toû Pythagorikoû bíou) ; latin : De vita Pythagorica — qui fait partie d'un ouvrage plus vaste, Sur le mode de vie pythagoricien — est une biographie de Pythagore écrite par le philosophe néoplatonicien Jamblique (mort vers 330 de notre ère).

## Établissement du texte et traductions
Le texte de Jamblique a connu plusieurs éditions. Il est connu grâce au pinax (manuscrit) de la Bibliothèque Laurentienne de Florence. Il s'agit de la quasi unique source primaire que l'on possède de cette œuvre, ce qui ne facilite pas l'établissement du texte. En 1707, Ludolf  Küster en établit le texte grec, et l'ouvrage est traduit en latin par Frédéric Ulrich Obrecht et Konrad Rittershausen, et publié (avec les textes grec et latin) cette même année à Amsterdam sous le titre De Vita Pythagorica liber,.
En 1884, le philologue Johann August Nauck (en) en donne une nouvelle édition, toujours sur la base du manuscrit conservé à Florence, suivi par Ludovicus Deubner (mort en 1946) qui livre également une nouvelle édition avec traduction en latin en 1937 sous le titre Iamblichi. De vita Pythagorica liber, après avoir retravaillé soigneusement le manuscrit de la Laurentienne.
Durant plusieurs décennies, la recherche a vu dans Jamblique un « philosophe syrien qui écrit beaucoup et mal » (selon le mot du philologue Johannes Geffcken (de)) et elle n'a pas réellement compris le système de rédaction, jusqu'à ce que Michael von Albrecht donne, en 1963, la première traduction en langue moderne de la Vie de Pythagore. Il faudra cependant attendre encore vingt-cinq ans pour voir des traductions dans d'autres langues (anglais en 1989, puis en 1991, italien en 1991, espagnol en 1991 et français en 1996, ce qui a montré un intérêt renouvelé pour cette œuvre.

## Présentation et analyse

### Sur la doctrine pythagoricienne

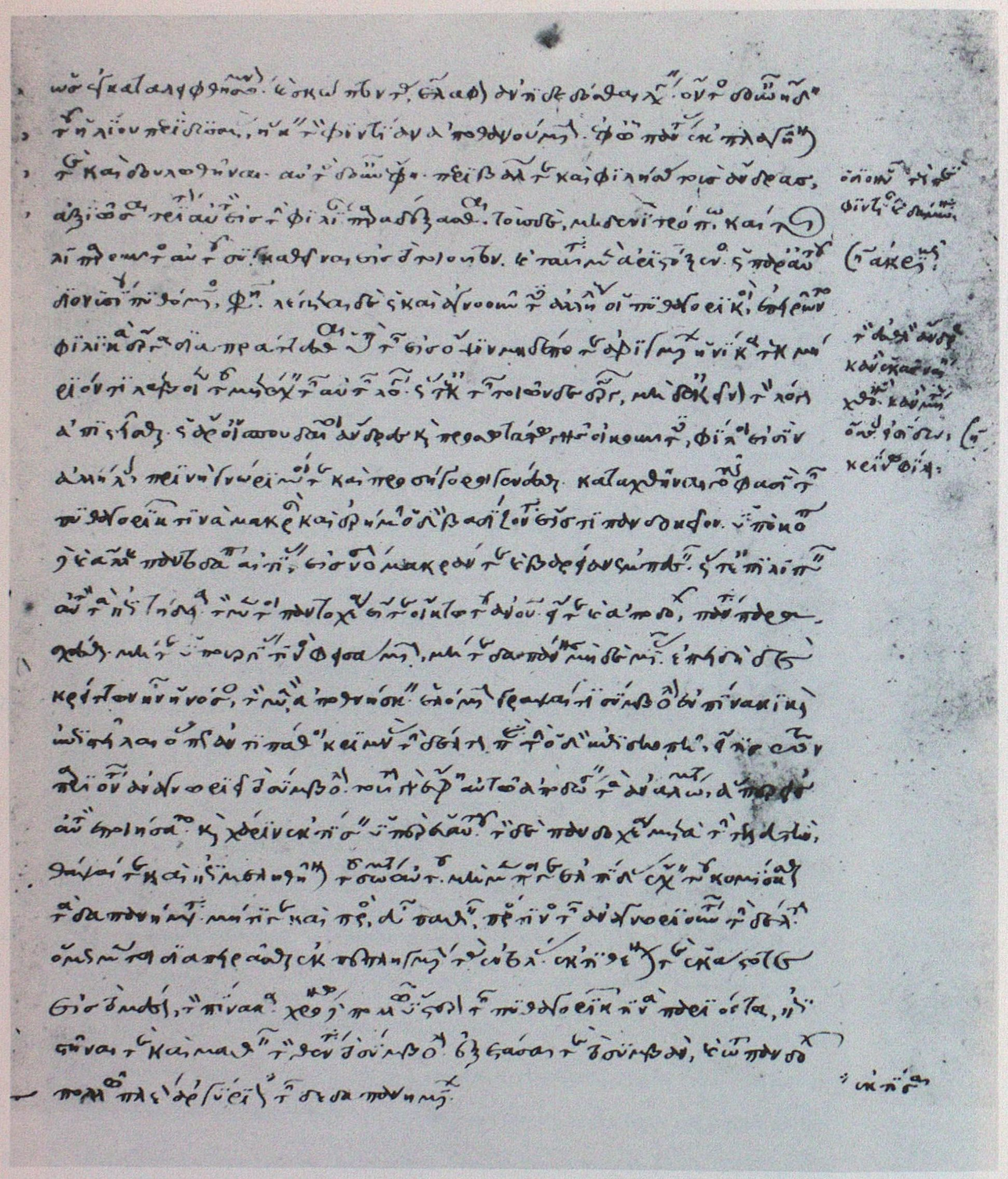
De vita Pythagorica. Page du manuscrit (XIVe siècle) de la Biblioteca Medicea Laurenziana, à Florence.

Jamblique écrit en fait un ouvrage en dix livres qui porte le titre Sur la doctrine pythagoricienne (autre traduction: Sur le pythagorisme), dont le premier livre est consacré à la Vie de Pythagore. Mais l'ouvrage « complet » aborde bien d'autres thèmes que la seule biographie, car il cherche plutôt à présenter Pythagore comme l'archétype du sage qui est étroitement relié au divin, et à exposer le mode de vie qu'il a établi pour ses disciples, poussant ainsi les lecteurs à vivre une pythagoricien,; c'est en particulier le cas du Protreptique, qui est considéré comme le livre II de La doctrine pythagoricienne, et qui est une invitation à la philosophie. Jamblique étend ce travail en consacrant un livre à chacune des sciences du quadrivium, ainsi que trois livres perdus sur la fonction des mathématiques en physique, en éthique et en théologie, et peut-être un dixième intitulé Théologoumèmnes arithmétiques. Il s'agit d'une présentation de la science mathématique dans son organisation générale et son détail.

### Vie de Pythagore
La Vie à proprement parler est, divisée en 36 chapitres et 267 paragraphes. Elle est en dialogue avec la Vie de Pythagore de Porphyre, contemporain, également néoplatonicien, de Jamblique.